# Jardín botánico conmemorativo de George L. Luthy
El Jardín botánico conmemorativo de George L. Luthy (en inglés: George L. Luthy Memorial Botanical Garden) es un invernadero y jardín botánico de 20.234 m² (5 acres), en Peoria, Illinois. 
El George L. Luthy Memorial Botanical Garden es miembro del "American Public Garden Association" o APGA y asociado al "Botanic Gardens Conservation International" (BGCI).

## Localización
George L. Luthy Memorial Botanical Garden 2218 N. Prospect Road Peoria, Peoria county, Illinois IL 61603 United States of America-Estados Unidos de América. 
Planos y vistas satelitales.40°43′3.36″N 89°34′30.36″O / 40.7176000, -89.5751000
Está abierto a diario en las horas de luz del día, se cobra una tarifa de entrada.

## Historia
La instalación actual se abrió el 21 de noviembre de 1951 con el Salón del Crisantemo, originalmente un espectáculo popular en la ornamentada "Casa de las Palmeras", la primera estructura construida en Glen Oak Park en 1896. Cuando se inauguró en 1951, el jardín fue llamado "Glen Oak Conservatory". 
En 1971, el Jardín pasó a llamarse "Glen Oak Botanical Garden" después de alcanzar la calificación para ser miembro de la "American Association of Botanical Gardens" (Asociación Americana de Jardines Botánicos), en la actualidad la "American Public Garden Association" o APGA. 
En febrero de 1987, el nombre fue cambiado a Luthy Botanical Garden en honor a George Luthy, presidente de un banco de la localidad, que había servido en la Junta de Parques durante 30 años. 
Luthy había sido bien conocido por sus rosas (300 en su jardín personal) y le gustaba compartir con la gente, especialmente a su esposa.
El otoño del 2011 se conmemoraró el 60.º aniversario del Luthy Botanical Garden, un hito en Peoria conocido por exposiciones de magníficas flores, exhibiciones botánicas, eventos y educación hortícola.

## Colecciones
Entre los jardines temáticos de que consta se incluyen:
- Herb Garden, jardín de hierbas utilizadas en la cocina y otras aplicaciones.
- Woodland Garden, el jardín arbolado con especies de sombra.
- Rose Garden, rosaleda con cultivares y ejemplares de rosales silvestres,
- Hosta Glade, colección de hostas.
- Children’s Garden, jardín de los niños.
- Fall Border,
- Crabapple Cove,
- Spring Border,
- Wildlife Garden, jardín de plantas silvestres de la zona del Illinois central.
- Cottage Garden, huerto y plantas de la herencia de la zona.
- Wilson Garden,
- Prairie Border,
- Colección de Viburnum
- All Seasons Garden.
- Invernadero

El jardín tiene tres principales ferias florales cada año, la de los Lirios, crisantemos y la Flor de Pascua, con dos espectáculos complementarios, el Salón del Jardín Garish en febrero y la exposición de orquídeas en el Día de la Madre.